# Merletto di mezzanotte
Merletto di mezzanotte (Midnight Lace) è un film del 1960 diretto da David Miller.

## Trama
Kit, un'ereditiera americana, ha appena sposato Tony Preston, un uomo d'affari inglese col quale vive a Londra. In una giornata di fitta nebbia, mentre sta attraversando Hyde Park, sente una terrificante voce contraffatta elettronicamente che chiamandola per nome minaccia di ucciderla: lei, terrorizzata, fugge. Tony cerca di persuaderla che è stata vittima di uno scherzo e le promette il tanto desiderato viaggio di nozze a Venezia che hanno già rimandato. La stessa voce le telefona nei giorni successivi minacciandola nuovamente di morte entro la fine del mese.
Il giorno dopo Kit viene pedinata e, la sera stessa, un uomo cerca di entrare in casa dalla finestra della sua camera ma fugge alle urla di terrore della donna. La mattina seguente, mentre si trova alla fermata dell'autobus accanto ad altre persone, all'arrivo del mezzo qualcuno la spinge in strada e per poco Kit non viene investita.
Malgrado la paura per nuove possibili minacce, la donna è confortata dal sostegno del marito, di sua zia Bea Vorman, della vicina di casa Peggy e di Brian Younger, un geometra che dirige i lavori di ristrutturazione dell'edificio, dimostrando peraltro un certo interesse verso di lei.

Doris Day in una scena

Le telefonate minacciose continuano e Kit è sempre più terrorizzata e paranoica. Lei e Tony chiedono aiuto a Scotland Yard all'ispettore Byrnes, che però esprime all'uomo il dubbio che la moglie possa anche essersi inventata tutto per reagire alla solitudine. Kit, ormai prossima a un esaurimento nervoso, tenta di convincere il marito della reale esistenza del persecutore, mettendosi d'accordo con Peggy affinché la vicina finga di avere udito anche lei una telefonata del molestatore. Il caso vuole che in quel frangente la linea telefonica sia fuori uso e il sotterfugio della donna non fa altro che deporre a suo sfavore. Poco dopo, il maniaco ritelefona: risponde zia Bea fingendo di essere la nipote ma la persona al telefono intuisce l'inganno e finge addirittura di essere in combutta con Kit che ormai è prossima al crollo. Il marito e la zia portano Kit da un medico, il cui responso dopo gli esami di routine è che Kit fisicamente sta bene ma pare mentalmente dissociata: il consiglio è di portarla da uno psichiatra per le cure del caso.
Cenando nel solito pub, una sera Brian nota un uomo sfigurato che si muove con disagio. La proprietaria del pub gli dice che l'individuo si aggira ultimamente nella zona, fermandosi a lungo sul marciapiedi davanti al palazzo di fronte, proprio quello dove abita Kit.
Kit risponde al telefono e Tony, dall'altro apparecchio, ascolta finalmente la voce del maniaco che l'avverte che non farà il viaggio a Venezia col marito. Lei è sollevata di esser creduta e Tony telefona all'ispettore, che gli dice di tendere una trappola per smascherare il persecutore: Tony deve uscire per far credere di essere andato a una riunione lasciando Kit da sola così da poter cogliere il maniaco in flagrante.
In strada Brian vede andar via in macchina il marito e vede aperta la porta del cantiere, che perlustra. Dopo pochi minuti, Tony torna a casa: il telefono suona e Kit risponde. Allora il marito dice di spegnere le luci: dalla finestra entra un uomo che ha una colluttazione con Tony, che lo ferisce. Preoccupata del ritardo della polizia, Kit corre al telefono per comporre il numero ma il marito blocca la chiamata, rivelando di non aver mai telefonato alla polizia. Tony le svela di aver architettato un piano per ucciderla: simulare il suo suicidio per accaparrarsi il patrimonio della donna e sanare i furti contabili milionari alla sua stessa azienda. Entra Peggy, alla quale Kit chiede aiuto: ma Tony le rivela che lei è la sua complice e amante. Entrambi avevano registrato le varie minacce rivolte a Kit su un apparecchio elettronico modificandone la voce. Peggy a riconoscere l'uomo ferito nella lotta: suo marito Roy, che sospettava da tempo la moglie di tradimento. Approfittando della distrazione dei due complici, Kit corre verso il balcone e sale sull'impalcatura del cantiere per sfuggire alla minaccia mortale. Interviene Brian che, chiamata la polizia, vede la donna: sale sull'ascensore e si arrampica per metterla in salvo.
Quando Byrnes arriva, rivela di aver fatto intercettare il telefono di Kit e di aver capito che lei era in pericolo quando Tony simulava la chiamata alla polizia. Brian e zia Bea confortano Kit mentre l'ispettore arresta il marito e la sua amante.

## Produzione
Il film si ispira allo spettacolo teatrale Matilda Shouted Fire (1958), scritto da Janet Green. Il titolo del film fa riferimento al capo di abbigliamento che la protagonista acquista all'inizio del film e che indossa alla fine.
Il film è una coproduzione tra la Universal Pictures e l'Arwin Productions, la casa di produzione di Martin Melcher, marito di Doris Day.
La produzione si rivelò alquanto difficile, tanto che la protagonista ebbe un collasso che provocò la sospensione delle riprese.

## Critica
Il Mereghetti. Dizionario dei film (1993): *½
«... temi hitchcockiani (il sospetto, il complotto) trattati con una logica da telefilm.»
Il film ha raggiunto un indice di gradimento del 75% sull'aggregatore di recensioni Rotten Tomatoes, con un punteggio totale di 3.7/5, basato su 1,467 recensioni.